# Worpswede

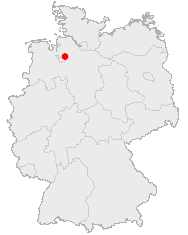
Localización de Worpswede.

Worpswede es una pequeña ciudad alemana a 24 km de Bremen en Baja Sajonia. Tiene fama de ser polo de atracción de artistas plásticos. Una institución local, la Künstlerhäuser Worpswede, otorga becas a artistas internacionales (pintores, músicos y literatos).